# شيري بريتون
شيري بريتون (بالإنجليزية: Sherry Britton)‏ هي راقصة وممثلة أمريكية، ولدت في 28 يوليو 1918 في نيو برونزويك في الولايات المتحدة، وتوفيت في 1 أبريل 2008 في مانهاتن في الولايات المتحدة.

## وصلات خارجية
- شيري بريتون على موقع IMDb (الإنجليزية)
- شيري بريتون على موقع قاعدة بيانات برودواي على الإنترنت (الإنجليزية)
- شيري بريتون على موقع ديسكوغز (الإنجليزية)